# آیلین پرینگل
آیلین پرینگل (انگلیسی: Aileen Pringle; ۲۳ ژوئیهٔ ۱۸۹۵ – ۱۶ دسامبر ۱۹۸۹) هنرپیشه اهل ایالات متحده آمریکا بود.

## گزیده فیلمشناسی
از فیلم‌ها یا برنامه‌های تلویزیونی که وی در آن نقش داشته‌است می‌توان به آثار زیر اشاره کرد.
- هزینه (۱۹۲۰)
- مسیحی (۱۹۲۳)
- جان‌فروشی (۱۹۲۳)
- آتش‌سوزی جنگل (۱۹۲۵)
- نمایش مردم (۱۹۲۸)
- رویای عشق (۱۹۲۸)
- یک مرد مجرد (۱۹۲۹)
- وال استریت (۱۹۲۹)
- بسیار شیک‌پوش (۱۹۳۰)
- جین ایر (۱۹۳۴)
- زنان (۱۹۳۹)
- بین ما دخترها (۱۹۴۲)
- سرزمین شادی (۱۹۴۳)
- از وقتی تو رفتی (۱۹۴۴)
- لورا (۱۹۴۴)